# قیفک خودکامه
قیفک خودکامه (نام علمی: Conus dictator) نام یک گونه از سرده قیفک‌ها است.